# نقض حقوق انحصاری
نقض حق انحصاری به معنی استفاده از یک  اختراع ثبت شده بدون داشتن مجوز از صاحب آن است. اجازه استفاده از یک اختراع معمولاً به شکل پروانه داده می‌شود. تعریف نقض حقوق انصاری ممکن است در نظام‌های قضایی مختلف متفاوت باشد، اما به طور معمول  به استفاده غیر مجاز یا فروش اختراع ثبت شده گفته می‌شود. در قوانین بسیاری از کشورها، تنها در صورتی حقوق انصاری یک اختراع نقض می‌شود که استفاده از آن با اهداف تجاری انجام شده باشد. 
دامنه اختراع ثبت شده یا میزان حفاظت از آن در هنگام ثبت اختراع تعریف می‌شود. به عبارت دیگر، در شروط موجود در سند ثبت اختراع، آنچه مجاز نیست بدون اجازه صاحب حق ثبت اختراع  انجام شود به اطلاع عموم می رسد.
حق ثبت اختراعات امری سرزمینی است و نقض آن فقط در کشوری که آن حقوق را ثبت کرده است موضوعیت دارد. فرضا ، در صورت اعطای حق ثبت یک کالا یا ایده در ایالات متحده صورت گیرد، تهیه ، استفاده ، فروش یا واردات کالای ثبت شده در امریکا داری ممنوعیت میباشد و مجاز نیست ، در حالی که ممکن است افراد دیگر کشورها برای سوء استفاده از اختراع ثبت شده در کشور خود آزاد باشند. دامنه حمایت از این قانون ممکن است از کشوری به کشور دیگر متفاوت باشد ، زیرا حق ثبت اختراع در بعضی از کشورها که از نظر ثبت حقوق انحصاری ممکن است تحت الزامات مختلفی از حق ثبت اختراع باشد.
به طور معمول ، واردات ، استفاده ، فروش و یا ارائه دهنده تکنولوژی ثبت اختراع شده بدون مجوز، در طول مدت ثبت اختراع و در داخل کشور که مجوز را صادر کرده است، این قانون را نقض می کند.
این قانون از کشوری به کشور دیگر متفاوت است، اما عموما لازم است شخص متخلف در یک یا چند مورد ، ادعاهای اختراع ثبت شده را نقص کند. اگر همه یا بخشی از ادعاهای ثبت شده با محصول یا تکنولوژی دیگری منطبق باشد میتوان این را نقض حقوق در نظر گرفت ولی در صورتی که فقط تا حدی از یک آیتم نقض شده باشد،‌ این ادعا قابل قبول نیست.
معمولا در توجیه نقض حقوق انصاری این دلایل عنوان می‌شود:
- این که حق انحصاری ثبت نشده است.
- این که هیچ اقدامی تخلفی در قلمرو تحت پوشش ثبت اختراع انجام نشده است.
- این حق انحصاری منقضی شده است ( حق ثبت اختراع دارای مدت ثبت اختراع محدودی است ، یعنی طول عمری محدود دارد).
- اینکه حق ثبت اختراع نامعتبر است ، زیرا اختراع مورد نظر الزامات ثبت اختراع را برآورده نمی کند یا یک نقص رسمی را شامل می شود.
- که مجوز تحت ثبت اختراع به دست آورده است.

### نقض غیر مستقیم
موارد نقض غیرمستقیم حقوق انحصاری نیز قابل رخ دادن است، به عنوان مثال ، هنگامی که یک دستگاه یا وسیله در یک حق ثبت اختراع ادعا شده است و شخص ثالث کالایی را تهیه می کند که فقط می تواند از آن برای تهیه دستگاه ادعا شده استفاده کند این نقض غیر مستقیم گفته میشود.

## قانون گذاری

### استرالیا
در استرالیا این نقض حق زمانی اتفاق می‌افتد که شخصی غیر از مالک حق انحصاری از آن بهره برداری کند.
بهره برداری شامل موارد زیر است:
- محصولی با ثبت اختراع را تهیه ، استخدام ، بفروشید و یا از بین ببرید.
- پیشنهاد فروش یا استخدام آن محصول.
- استفاده از محصول ثبت شده.
- استفاده از فرایند و یا روش آن محصول.

### کانادا
این قانون با اعطای حق انحصاری ، امتیاز در ساخت ،دادن امتیاز استفاده و فروش این اختراع به دارنده حق ثبت اختراع ، این قانون را تعیین می کند که هر شخص دیگری ، ساخت ، استفاده و یا فروش آن را در نظر بگیرد ، آن حق ثبت اختراع را نقض می کند.
کانادا به دلیل اختلافات قابل توجه بین دو حوزه قضایی ، در پیگیری مطالبات حق ثبت اختراع از طرف ایالات متحده مساعدتر است.

### اروپا
در اروپا ، نقض حق ثبت اختراع ثبت اختراعات ملی و ثبت اختراعات اروپایی اساساً توسط دادگاههای ملی همان کشور مورد بررسی قرار می گیرد. اگرچه حق ثبت اختراعات اروپایی توسط اداره ثبت اختراعات اروپا اعطا شده است ، این رهبری ثبت اختراعات اروپایی در سطح ملی ، یعنی فقط در هر کشور قابل اجرا است.

## جستجوی آزاد بودن انحصار
جستجوی آزاد بودن حق انحصار کالا یا تکنولوژی، که همچنین بعنوان جستجوی آزادی عمل (FTO) یا جستجوی نقض نشدن نیز نامیده می شود، جستجوی در میان اختراعات یا حقوق صادر شده است که ثبت اختراع در انتظار ثبت را برای تعیین اینکه آیا یک محصول یا فرایند باعث نقض هر یک از ادعاهای ثبت اختراع صادر شده می شود یا خیر را مشخص میکند.
فرایند جستجوی آزاد بودن حق انحصار یک محصول یک نظر حقوقی است که توسط چند حقوقدان بررسی میشود. در واقع این نظر کارشناسی در دادگاه قابل دفاع یا رد است.  متوسط هزینه این کار حدود ۱۵ هزار دلار امریکا است و تجزیه و تحیلیل تخلف صورت گرفته ۱۳ هزار دلار میباشد. 
گفته میشود 

## بیمه نقض حق ثبت اختراع
بیمه نقض حق ثبت اختراع ، بیمه نامه ای است که توسط یک یا چند شرکت بیمه برای محافظت از مخترع یا شخص ثالث در برابر خطرات نقض ناخواسته حق ثبت اختراع ارائه می شود.

## دزد دریایی
از سال ۱۸۴۰به بعد عبارت دزدان دریایی حق انحصاری بعنوان اصطلاحی جنجالی برای افرادی که حق ثبت اختراع کالا یا تکنولوژی را نقض میکنند استفاده شده است. نامه ساموئل مورس مخترع تلگراف به دوستش:
من انقدر دائما مشغول نظارت بر حرکات غیر اصولی ترین دزدان دریایی که تا به حال شناخته ام هستم که همه زمان من به دفاع از کارهایم مشغول شده است تا بتوانم شاهدی برای ثبت اختراعم، تلگراف مغناطیسی بیابم 

## تهدید به اقدام برای نقض حقوق انحصاری
تهدید به نقض حق انحصاری کالایی میتواند بر رفتار تجاری ثبت کننده آن تاثیر بگذارد پس این تهدید به عنوان نقض حقوق نیز قابل پیگیری است. به همین دلیل برخی از کشورها همچون انگلیس به این نوع از شکایات رسیدگی میکنند در حالی که در امریکا چنین نیست

## منبع
1. ↑  "Patent infringement". Wikipedia (به انگلیسی). 2020-05-01.
2. ↑  "Patent infringement". Wikipedia (به انگلیسی). 2020-05-01.
3. ↑  "Patent infringement". Wikipedia (به انگلیسی). 2020-05-01.
4. ↑  "Patent infringement". Wikipedia (به انگلیسی). 2020-05-01.
5. ↑  "Patent infringement". Wikipedia (به انگلیسی). 2020-05-01.
6. ↑  "Patent infringement". Wikipedia (به انگلیسی). 2020-05-01.
7. ↑  "Patent infringement". Wikipedia (به انگلیسی). 2020-05-01.